# Пая велика
Па́я велика (Cyanocorax beecheii) —  вид горобцеподібних птахів родини воронових (Corvidae). Ендемік Мексики. Вид названий на честь британського географа і дослідника Фредеріка Вільяма Бічі.

## Опис

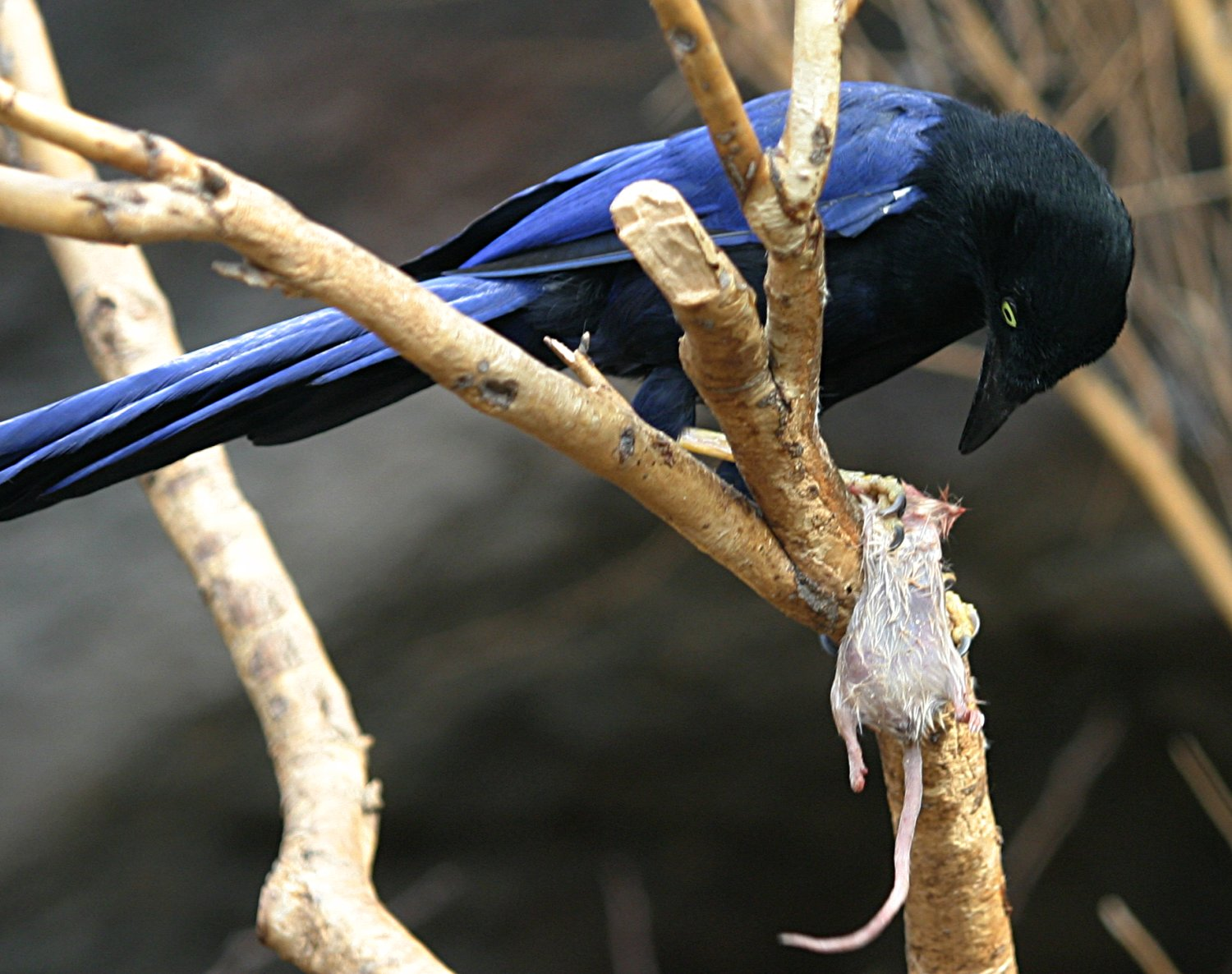
Велика пая

Довжина птаха становить 35-41 см, самці є дещо більшими за самиць. Голова, шия, верхня частина спини і нижня частина тіла у них чорні, на лобі невеликий чуб. Нижня частина спини, крила і хвіст кобальтово-сині, крила і хвіст більш темні. Нижня сторона крил і хвоста чорнувата. Дзьоб чорний, райдужки і лапи жовті.

## Поширення і екологія
Великі паї мешкають в прибережних районах на заході Мексики, від південно-східної Сонори і Чіуауа до Наярита. Вони живуть в сухих субтропічних лісах і чагарникових заростях., на висоті до 600 м над рівнем моря. Часто трапляються в садах, на плантаціях і на звалищах поблизу поселень. Зустрічаються поодинці, парами або невеликими сімейними зграйками по 5-6 птахів. Кожна зграйка займає територію площею 25-43 га, яку птахи захищають від сусідів. 
Великі паї є всеїдними птахами, живляться переважно безхребетними, дрібними хребетними і плодами. Вони є моногамними птахами, утворють пари на все життя. Гніздування починається в травні. Зазвичай розмножується лише пара птахів в зграї, а решта птахів допомагають їм у побудові чашоподібного гнізда і у догляді за пташенятами. В кладці від 3 до 5 яєць, інкубаційний період триває 19 днів, пташенята покидають гніздо через 24 дні після вилуплення.